# Schloss Laudenbach (Weikersheim)

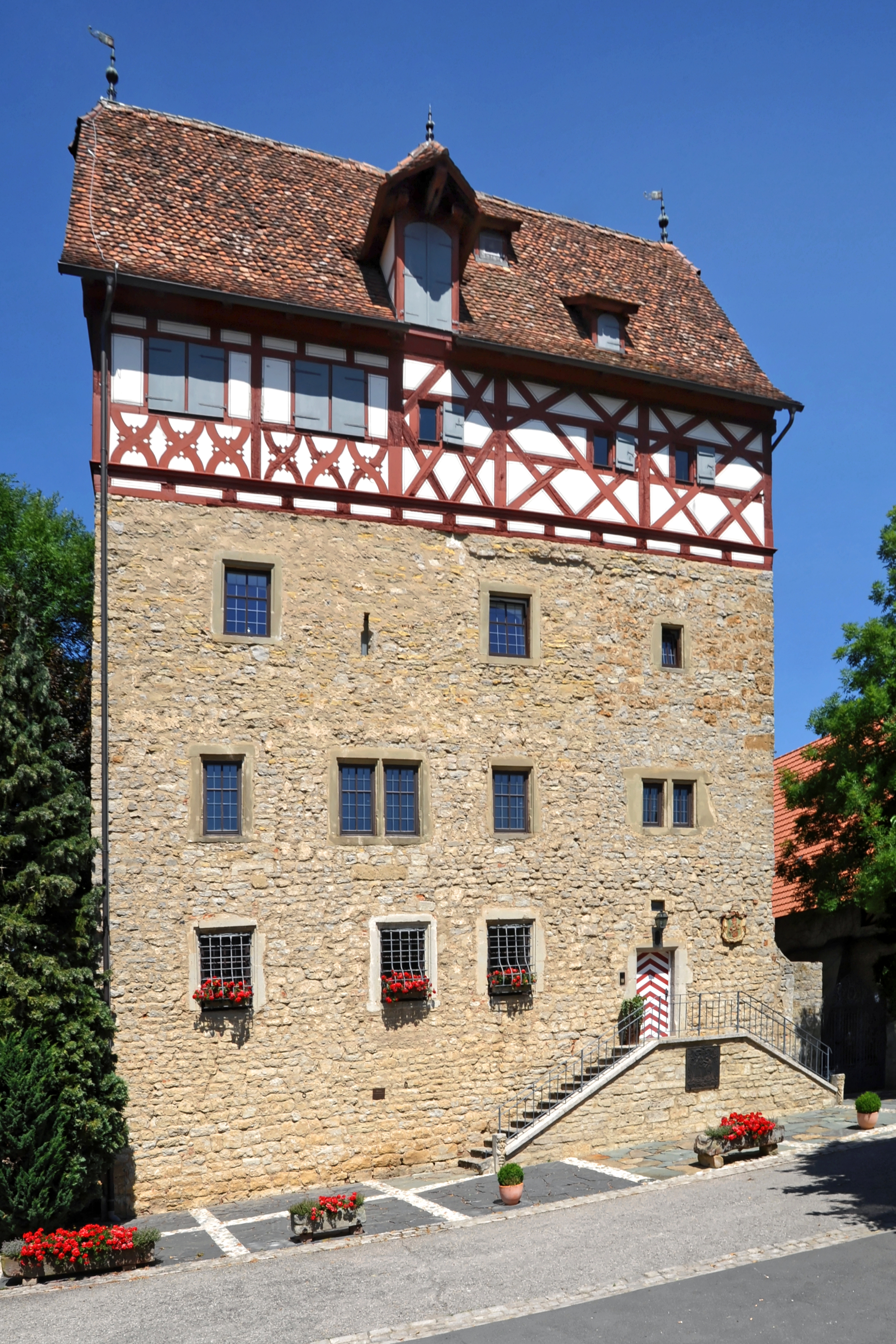
Schloss Laudenbach, 2013

Das Schloss Laudenbach ist ein im 15. Jahrhundert erbautes Renaissance-Schloss in Laudenbach bei Weikersheim im Main-Tauber-Kreis in Baden-Württemberg.

## Geschichte und Architektur
Laut Oberamtsbeschreibung wurde das Schloss im Jahre 1459 erbaut. Um 1576 erfolgte ein Umbau und die Aufstockung des Schlosses in den heutigen Ausmaßen unter dem Würzburger Bischof Julius Echter. Es handelt sich um ein turmartiges, viergeschossiges und steinernes Haus mit Fachwerkobergeschoss. Das hoch aufragende Schloss steht an der Stelle einer mittelalterlichen Wasserburg. Das Schloss ist heute in Privatbesitz.